# قصر كورسيني
قصر كورسيني هو قصر يقع في روما،إيطاليا بُنِي لعائلة كورسيني في الفترة بين 1730 و  1740.